# Forges de la Jahotière
Les forges de la Jahotière sont d'anciennes forges dont les bâtiments abritent désormais un manoir rénové en salles de réception et en hébergement. Le domaine est situé sur la commune d'Abbaretz dans le département de la Loire-Atlantique.

## Histoire
En 1826, Achille de Jouffroy d'Abbans (né le 20 janvier 1785 à Écully et mort la 1er décembre 1859 à Turin) rencontre, dans un cercle de légitimistes parisiens, dom Antoine, abbé de l'abbaye de Melleray. Impressionné par la réussite de l'établissement religieux en matière agricole, il décide d'acquérir un domaine voisin, la Jahotière. Après avoir entamé l'exploitation agricole de ses nouvelles terres, il y découvre un gisement de fer. Il décide alors de se lancer dans l'exploitation du minerai, d'autant qu'il est convaincu de la présence de houille, ce qui permet d'envisager un développement industriel. Le journal nantais Le Breton se fait l'écho de perspectives alléchantes. Louis-Hyacinthe Levesque (1774-1840), négociant, maire de Nantes de 1819 à 1830, se joint à l'affaire. Des investissements importants permettent de construire une forge avec haut-fourneau et logement pour les ouvriers. Mais rapidement on constate qu'il n'y a pas de charbon dans le sous-sol ; les perspectives de rendement ne sont pas à la hauteur de l'investissement. Fin 1827, l'affaire tourne court et Jouffroy d'Abbans doit s'exiler à Londres.
L'intérieur de l'ancien logis du XVIIe siècle, les bâtiments d'administration, de logements et d'entrepôts de la forge bâtie en 1827, l'année suivante de l'acquisition du domaine par Achille Jouffroy d'Abbans, la maison de l'ingénieur, les maisons des ouvriers et le réfectoire font l’objet d’une inscription au titre des monuments historiques depuis le 14 mars 1986.
La totalité de l'ancienne forge fait l’objet d’une inscription au titre des monuments historiques depuis le 4 août 1987.
En 1999, a été créée l'association des Amis des Forges de la Jahotière. Elle avait pour objectifs la restauration, la conservation de ce monument classé MH (XVe – XIXe siècle), des forges et des terrains et bâtiments de ce domaine, faisant partie du patrimoine industriel du pays de Châteaubriant. La mise en valeur s'appuyait sur une animation culturelle, des visites et des expositions.
De 2002 à 2005, plusieurs expositions d'art contemporain ont été organisées au Domaine de La Jahotière, en lien notamment avec le  Frac des Pays de la Loire.
- Jean Clareboudt, sculpteur du 11.07 au 30.09 2002
- Yvan Salomone, expériences du 5.07 au 14.09.2003
- Chemin faisant. L'expérience de la nature du 18.09 au 31.10.2004
- L'instant du lieu du 5.05 au 29.05 2005

## Photographies

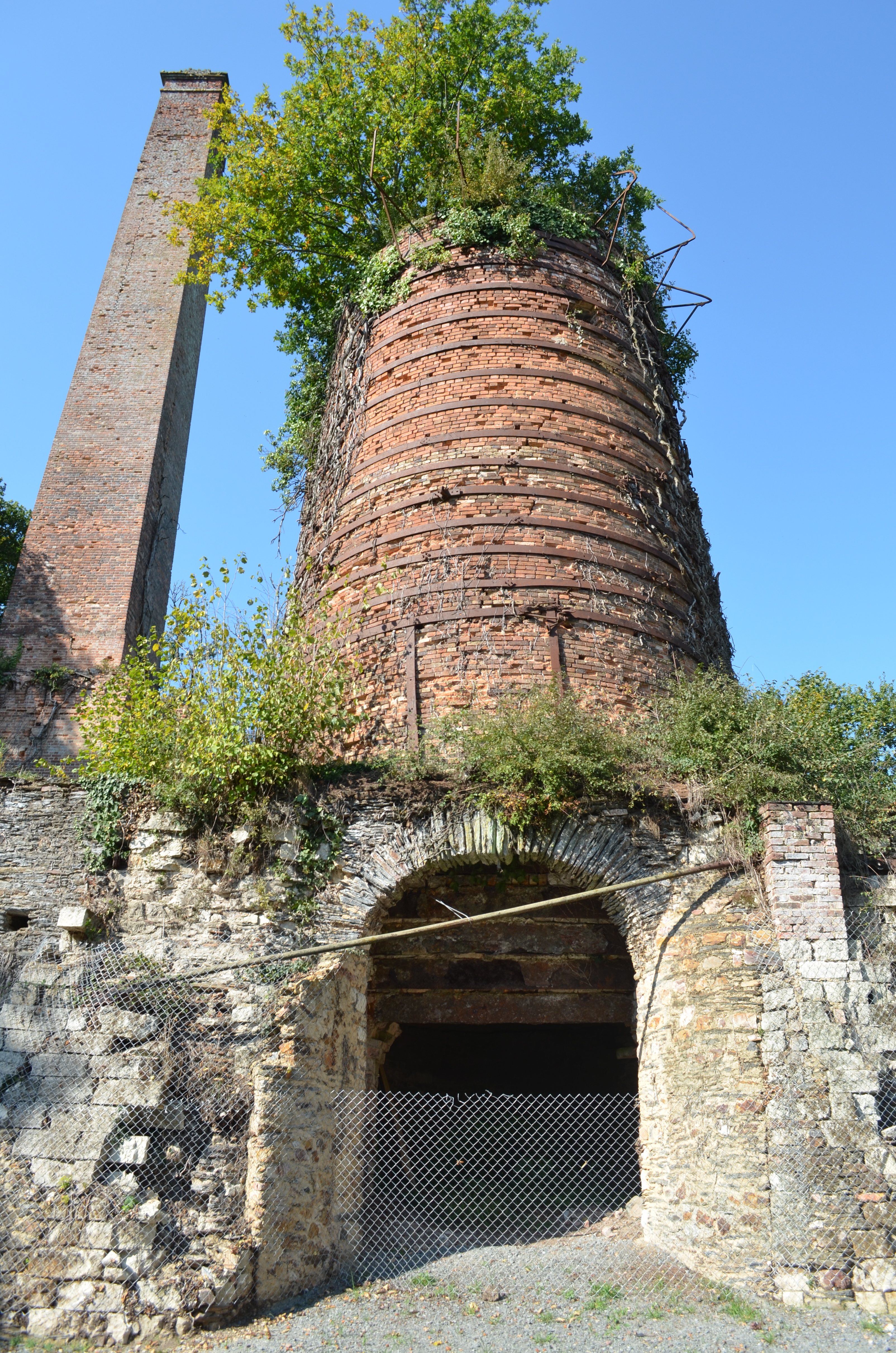
Usine, haut-fourneau, cheminée.
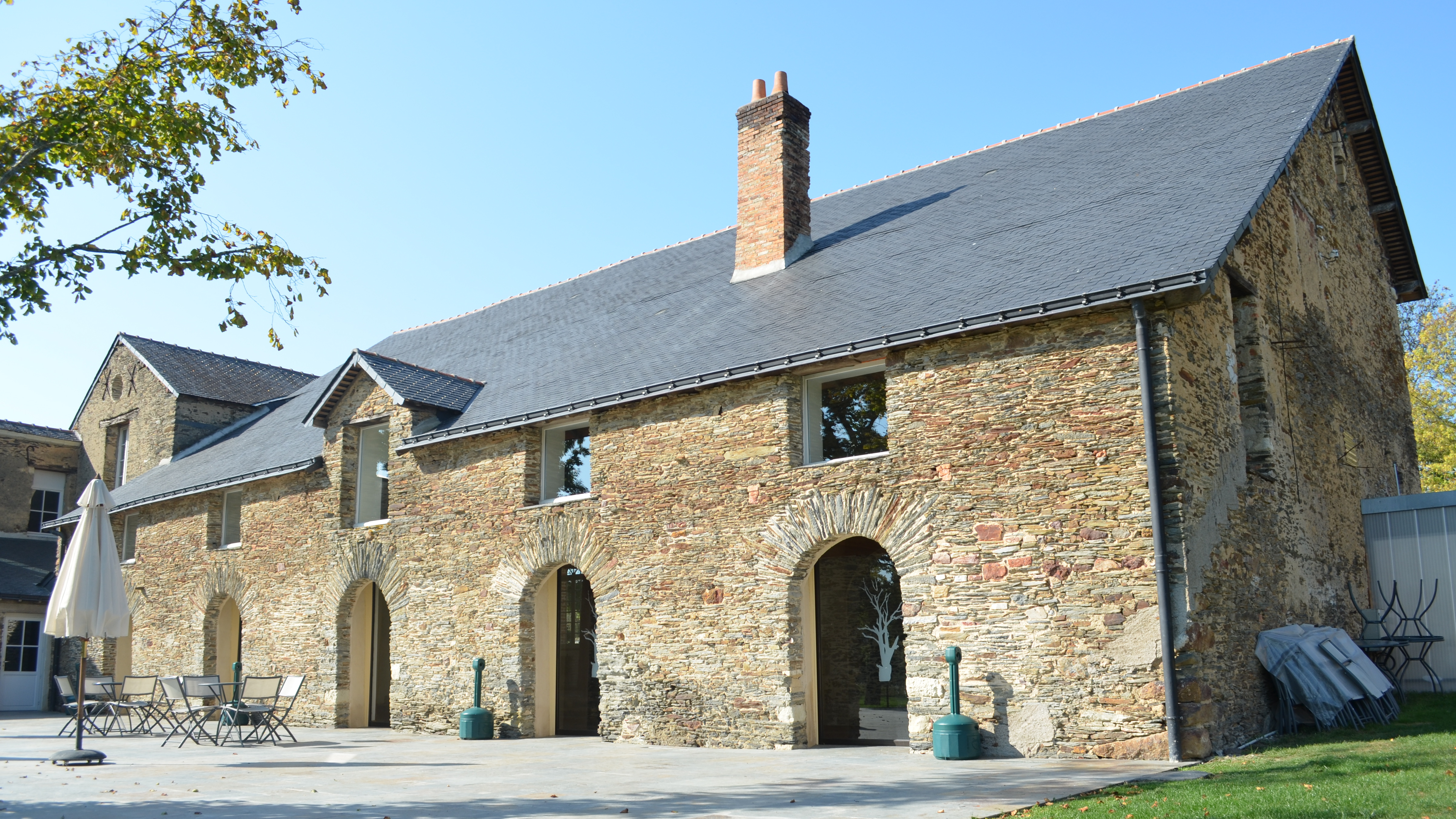
Réfectoire.
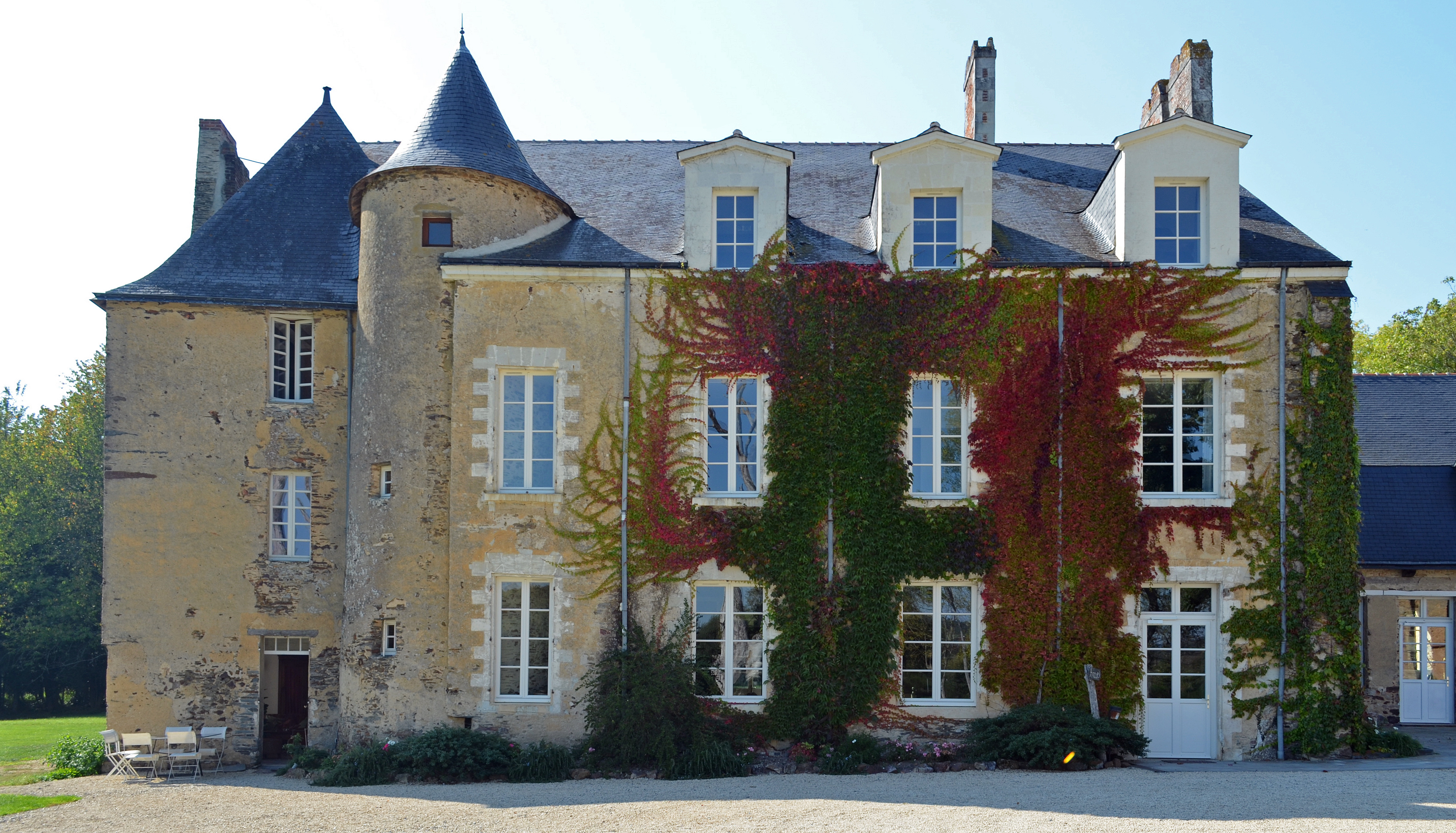
Logis.
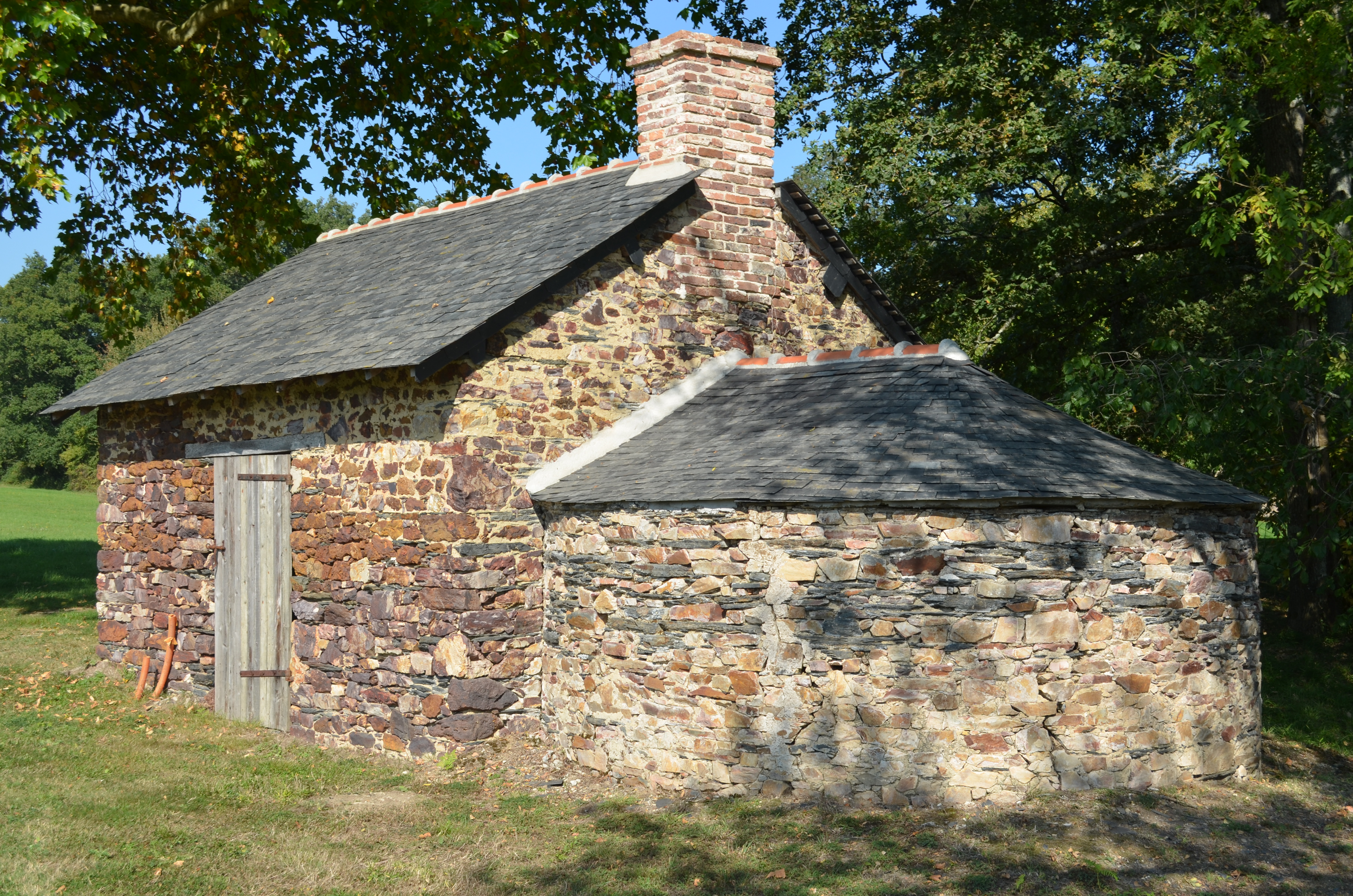
Four à pain.